# Tekal de Venegas
Tekal de Venegas é um município do estado do Iucatã, no México. A população do município calculada no censo 2005 era de 2.464 habitantes.

Tekal de Venegas